# 胡匪
胡匪，又被称作胡子，是民国时期中国东北地区对成群结队出没打家劫舍的土匪的俗称，源於明末毛文龍之逃脫敗軍。与中国其他地区的土匪或马匪不同，胡匪因其人数众多、组织严密、纪律严明，各自占领各自的山头作为势力范围，似乎只是一绺一绺的武装团伙，因此胡匪聚居的的地方又被称作“绺子”。
1945年8月，日本无条件投降后，国民政府对东北地区各类武装组织进行收编，有“中央胡子”的说法。中国共产党方面仍将其定性为土匪，通过东北剿匪将其消除。